# Compagnie internationale d’électricité
Pour les articles homonymes, voir CIE.
La Compagnie internationale d’électricité (CIE) est une ancienne entreprise belge filiale des Établissements Pieper (de) créés par l'allemand Henri Pieper (nl) (1840-1898). Fondée en 1889 par Henri Pieper et son fils et située à Herstal de 1898 à 1905, la CIE fabriquait des moteurs.
Selon l’Histoire de l'Automobile Belge, elle aurait présenté en 1898 une voiturette électrique . En 1900, l'ingénieur Paul Kelecom (nl) a été rejoint par M. Couturier pour fabriquer des motocyclettes, qui ont notamment été assemblées et vendues au Royaume-Uni.
La CIE a été emportée dans la faillite des Établissements Pieper en 1905. Paul Kelecom a travaillé à partir de cette date comme directeur technique de la section motos de la très renommée firme belge FN Herstal.